# Biobanque
Les biobanques sont des entités organisées, assurant la gouvernance et la gestion de ressources biologiques. Par extension, elles peuvent également mettre leurs ressources à disposition de la communauté scientifique. Depuis la fin des années 90, ces entités sont reconnues comme essentielles pour soutenir la recherche médicale, en particulier la génomique et la médecine personnalisée. Les biobanques peuvent gérer des échantillons d'origine humaine, animale ou végétale, chaque type entraînant des spécificités propres, tel que la gestion du consentement des participants ou l'application du protocole de Nagoya. 
Les spécificités organisationnelles et opérationnelles étant très variables d'une structure à l'autre, il n'existe actuellement aucune définition faisant consensus sur le plan international. 
L'OCDE a émis dès 2001 une définition et des recommandations pour les centres de ressources biologiques, un terme se recoupant avec les biobanques mais essentiellement connu des pays francophones.
Il existe des biobanques « populationnelles » étudiant une cohorte de volontaires représentatif de la population générale et des biobanques « hospitalières » regroupant les échantillons et les données biologiques ainsi que les diagnostics de patients. On peut aussi distinguer les biobanques cliniques mise en place pour aider les diagnostics et les biobanques destinées à la recherche scientifique. Les biobanques incluant les données génétiques de volontaires ou de patients peuvent permettre de réaliser notamment des études d'association pangénomiques.

## Qualité
L'une des premières motivations pour la création de biobanques fut une volonté de monter en qualité pour les projets de recherche. Historiquement, l'utilisation des échantillons n'était pas optimisée, traduite par un gaspillage des ressources (humaines, matérielles, et financières) et de nombreuses variations pré-analytiques du fait de l'hétérogénéité des collections. La standardisation et l'harmonisation des pratiques de gestion d'échantillons permettent de limiter ces biais, tout en proposant un plus grand nombre d'échantillons grâce aux réseaux de biobanques, particulièrement utiles dans le cas de maladies rares.

## Protection des données
De par la nature des données sensibles gérées par les biobanques humaines, cette problématique est récurrente. Les biobanques font face à cette question en proposant principalement le codage ou l'anonymisation des échantillons pour retirer les informations nominatives du donneur/patient.
Lorsque des échantillons sont codés, il est possible de rétablir un lien avec le donneur en croisant plusieurs informations venant de différentes base de données. Par exemple, une date de naissance avec une pathologie et un jour de consultation précis.   
Lorsqu'un échantillon est anonymisé, il est strictement impossible de retrouver ce lien. Cette méthode est en pratique peu utilisée vu qu'elle supprime la possibilité au donneur de retirer son consentement (entraînant destruction des échantillons et données associées) et limite les données utilisables par le chercheur (notamment génétique).

## Exemples de biobanques
- Biobanque institutionnelle de Lausanne[5]  En Suisse, le Centre hospitalier universitaire vaudois et l'Université de Lausanne ont mis en place la Biobanque institutionnelle de Lausanne pour récolter des échantillons biologiques, des données médicales et les génomes de tous les patients qui y consentent[6],[7]. Les patients peuvent consentir à faire don d'échantillons et des données sous forme « codée » (lien avec le dossier médical du donneur est possible seulement avec un code), de manière « anonymisée » (lien avec le donneur définitivement supprimé) ou choisir de ne pas participer à la recherche scientifique[8]. Les données de la biobanque pourront être utilisées pour des projets de recherche en cours ou futurs (en biologie et en médecine) dûment approuvés par la commission d'éthique.
- Centre de Ressources Biologiques de l'Institut Pasteur[9]

- Integrated BioBank of Luxembourg[10]
- Réserve mondiale de semences du Svalbard
- UK Biobank[11]